# 1114
Het jaar 1114 is het 14e jaar in de 12e eeuw volgens de christelijke jaartelling.

## Gebeurtenissen
- De Orde van het Heilig Graf wordt gesticht (traditionele datum).
- 7 januari - Hendrik V trouwt met Mathilde van Engeland.
- De abdij van Pontigny wordt gesticht.
- Syrië wordt getroffen door een aardbeving.
- Voor het eerst genoemd: Lettelingen, Lokeren, Montesilvano

## Opvolging
- Dioclitië - Vladimir Vojislavljević opgevolgd door Đorđe Vojislavljević
- bisdom Doornik - Lambert als opvolger van Balderik
- bisdom Utrecht - Godebald als opvolger van Burchard

## Geboren
- Al-Suhayli, Marokkaans rechtsgeleerde
- Bhāskara II, Indiaas wiskundige
- Hendrik, Schots prins
- Alanus van Rijsel, Frans theoloog
- Berengarius Raymond, graaf van Provence (jaartal bij benadering)
- Dirk VI, graaf van Holland (jaartal bij benadering)
- Gerard van Cremona, Italiaans wetenschappelijk vertaler (jaartal bij benadering)
- Gertrude van Sulzbach, echtgenote van Koenraad III (jaartal bij benadering)

## Overleden
- 29 november - Richard van Salerno, graaf van Salerno en regent van Edessa (aardbeving)
- Beerwout I, heer van Egmond
- Gerard III, graaf van Gulik
- Vukan, župan van Raška (jaartal bij benadering)